# Solsystemets dannelse og udvikling
Der findes talrige teorier om Solsystemets dannelse og udvikling. Disse teorier er komplekse og meget forskellige med udgangspunkt i flere forskellige videnskabelige discipliner som astronomi, fysik, geologi og planetologi. Gennem tiden har der eksisteret mange teorier om dannelsen, men det var først i det 18. århundrede, at udviklingen af den nuværende teori for alvor begyndte. Med rumalderen blev menneskets forståelse heraf forfinet med billeder og effekter fra andre dele af Solsystemet samtidig med, at kernefysikken gav det første indblik i de processer, som skabte stjernerne og ledte til de første teorier om deres dannelse og ødelæggelse.

## Solsystemets estimerede alder
Ved hjælp af radiometrisk datering kan videnskaben estimere Solsystemets alder til 4,6 milliarder år. De ældste sten på Jorden er omkring 3,9 milliarder år gamle. Så gamle sten er sjældne, da Jordens overflade konstant ændres af erosion, vulkansk aktivitet og pladetektonik. For at beregne Solsystemets alder er man nødt til at anvende meteoritter, som blev dannet under fortætningen af Solens nebula. De ældste meteoritter er beregnet til at være 4,6 milliarder år gamle, og derfor må Solsystemet ligeledes være mindst 4,6 milliarder år gammelt.

## Udviklingen
Oprindeligt troede man, at planeterne var dannet i eller nær ved de baner, hvor de nu befinder sig. Imidlertid er dette synspunkt ændret drastisk i slutningen af det 20. århundrede og starten af det 21. For tiden menes det, at Solsystemet så meget anderledes ud umiddelbart efter dannelsen med fem objekter af mindst en størrelse svarende til Merkur i det indre solsystem (i modsætning til de nuværende fire), med det ydre solsystem langt mere kompakt end nu og Kuiper-bæltet begyndende meget tættere på Solen end nu.
Nu om stunder mener man, at sammenstød forekommer regelmæssigt (men dog meget sjældent) og medvirker til Solsystemets udvikling. Som andre sammenstød, der har dannet måner, menes også Pluto-Charon (måne)-systemet at være opstået som resultatet af et sammenstød mellem objekter i Kuiper-bæltet. Dette gælder også for andre måner i nærheden af asteroiderne.

## Fremtiden
Hvis man undgår uventede tilfælde som et sort hul eller en anden stjerne, der kommer for nær, er det astronomernes opfattelse, at Solsystemet vil fortsætte med at eksistere på den måde, det kendes i dag, i flere hundrede millioner år endnu. Herefter vil det undergå en større transformation.
Selve Solen fortsætter med at blive lysere med 10% forøgelse pr. milliard år. Om en milliard år vil Solens stråling være forøget, så den beboelige zone vil flytte udad, og Jordens overflade vil tørre ud på grund af strålingen til et punkt, hvor den bliver ubeboelig. Alt liv på land vil uddø, men liv vil fortsat kunne bestå i de dybeste have. Om 3,5 milliarder år vil Jorden have en overflade, der svarer til den, der i dag kendes fra Venus. Havene vil koge, og liv (som det kendes) vil være umuligt.
Omkring fem milliarder år frem vil brintreserverne i Solens indre være brugt, og den vil begynde at bruge af brinten i de knapt så tætte øvre lag. For at gøre dette vil Solen være nødt til at udvide sig til en størrelse på op til 130 gange dens nuværende diameter, og omkring 7,5 milliarder år frem vil den blive til en rød kæmpe, afkølet og mat på sin kæmpemæssige overflade. Efterhånden som Solen udvider sig, vil den næsten sikker opsluge Merkur og Venus, og antagelig Jorden også. Solen forventes at være rød kæmpe i omkring 100 millioner år. 